# Etofenamat
Etofenamat, auch 2-(2-Hydroxyethoxy)ethyl N-(3-trifluormethylphenyl)anthranilat Etofenamatum, ist ein Ester der Flufenaminsäure und ein nichtsteroidaler Entzündungshemmer aus der Gruppe der Anthranilsäurederivate. Der Wirkstoff wird äußerlich bei entzündlich bedingten Schmerzen des Bewegungsapparates eingesetzt.
Etofenamat wurde von Karl-Heinz Boltze bei den Tropon-Werken in Köln-Mülheim entwickelt.

## Wirkungsweise
Etofenamat hemmt neben der Cyclooxygenase auch die Lipoxygenase und inhibiert damit die Biosynthese von Leukotrienen, insbesondere Leukotrien B4 in polymorphkernigen Leukocyten. Allerdings werden dazu in vitro höhere Konzentrationen als für die Cyclooxygenase-Hemmung benötigt und es ist zweifelhaft, ob dieser Effekt unter normalen Bedingungen eine Rolle spielt.

## Nebenwirkungen
Neben den unerwünschten Wirkungen, die auf die Hemmung der Cyclooxygenase zurückzuführen sind, treten selten auch allergische lokal begrenzte Hautrötungen auf.

## Handelsnamen
Rheumalix, Traumalix, Traumon, Lixim (CH).